# TERRIERS
TERRIERS, celým názvem Tomographic Experiment using Radiative Recombinative Ionospheric Euv and Radio Sources byla americká studentská družice provozovaná Bostonskou universitou. Hlavním cílem mise bylo demonstrovat možnosti sledovaní termosféry a ionosféry pomocí tomografie a emisí fotonů v oblasti extrémního ultrafialového záření. Družice byla vynesena 18. května 1999 raketou Pegasus XL. Po dosažení oběžné dráhy však selhal systém orientace a družice nebyla schopna nasměrovat svůj jediný sluneční panel na slunce. Po několika neúspěšných pokusech o zorientování byly palubní baterie vybity a spojení bylo přerušeno.

## Popis

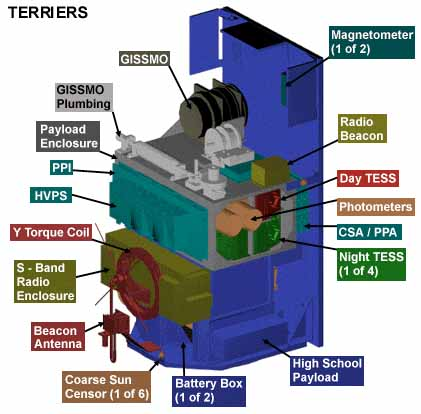
Družice TERRIERS s popisky přístrojů.

TERRIERS byla rotací stabilizovaná družice určena ke studiu ionosféry. Byla vybavena jedním panelem slunečních baterií dodávajícím průměrně 31 wattů elektrické energie a dobíjejícím NiCd akumulátorovou baterii s kapacitou 4,8 Ah. Telekomunikační systém pracoval v pásmu S (rychlost přenosu na družici 4 kbit/s, z družice 32 kbit/s). Na palubě jsou následující vědecké přístroje:
- 4 spektrometry pro měření nad noční stranou Země v extrémní ultrafialové oblasti 80-140 nm N-TESS (Night Tomographic EUV Slit Spectrograph) se spektrálním rozlišením 1 nm a prostorovým 0,5° (štěrbina 0,5×40 mm)
- 1 spektrometr pro měření nad denní stranou Země v extrémní ultrafialové oblasti 80-140 nm D-TESS (Day Tomographic EUV Slit Spectrograph) se spektrálním rozlišením 1 nm a prostorovým 0,5° (štěrbina 0,1×10 mm)
- monitor slunečního extrémního ultrafialového záření 7-40 nm GISSMO (Gas Ionization Solar Spectral Monitor)
- 2 fotometry pro registraci záření o vlnové délce 630 nm se zorným polem 0,4°×0,4°
- radiomaják pro výzkum šíření rádiového signálu ionosférou
- experimentální mikroakcelerometr (středoškolský experiment)

Stabilizační systém využívá magnetických cívek ke změně osy rotace. Jako polohová čidla slouží detektory Slunce a magnetometry.
Pozemní stanice a řídicí středisko se nacházelo v areálu Boston University.
Předpokládaná aktivní životnost byla 1 rok. Družice se pohybuje po slunečně synchronní dráze s průletem rovníkem v 08:40 místního času.